# 4760 Jia-xiang
Jia-xiang (asteróide 4760) é um asteróide da cintura principal, a 2,0275574 UA. Possui uma excentricidade de 0,1284292 e um período orbital de 1 295,96 dias (3,55 anos).
Jia-xiang tem uma velocidade orbital média de 19,5279887 km/s e uma inclinação de 9,8511º.
Este asteróide foi descoberto em 1 de Abril de 1981 por Harvard Observatory.